# Hoplitis jerichoensis
Hoplitis jerichoensis är en biart som först beskrevs av Van der Zanden 1996.  Hoplitis jerichoensis ingår i släktet gnagbin, och familjen buksamlarbin. Inga underarter finns listade i Catalogue of Life.